# Week End (X Japan-dal)
A Week End az X japán heavymetal-együttes ötödik kislemeze, mely 1990. április 21-én jelent meg a CBS/Sony kiadásában. A lemez 2. volt az Oricon slágerlistáján és 16 hétig szerepelt rajta. 1990 májusában aranylemez lett.

## Háttere
A B-oldalon az Endless Rain koncertfelvétele szerepel, melyet 1990. február 4-én rögzítettek a Nippon Budókanban. A Week End koncertverziója később megjelent a Crucify My Love című kislemezük B-oldalán.

## Számlista
Az összes szám szerzője Yoshiki. 
| #  | Cím                               | Hossz |
| -- | --------------------------------- | ----- |
| 1. | Week End (újrahangszerelt verzió) | 5:45  |
| 2. | Endless Rain (koncertfelvétel)    | 6:57  |

## Közreműködők
- Toshi – vokál
- Pata – gitár
- hide – gitár
- Taiji – basszusgitár
- Yoshiki – dobok, zongora

További közreműködők
- Társproducer: Cuda Naosi
- Hangmérnök és keverés: Macumoto Motonari –
  - A 2. számot röfgzítette Takahasi Szatosi és Itó Takasi
- Zenekari hangszerelés és vezénylés: Szaitó (Neko) Takesi
- Fénykép: Macuda Hirosi

## Fordítás
Ez a szócikk részben vagy egészben  a   Week End (X Japan song) című angol Wikipédia-szócikk fordításán alapul.  Az eredeti cikk szerkesztőit annak laptörténete sorolja fel. Ez a jelzés csupán a megfogalmazás eredetét és a szerzői jogokat jelzi, nem szolgál a cikkben szereplő információk forrásmegjelöléseként.